# Timalus clavipennis
Timalus clavipennis är en fjärilsart som beskrevs av Butler 1876. Timalus clavipennis ingår i släktet Timalus och familjen björnspinnare. Inga underarter finns listade i Catalogue of Life.